# عبد الله المريد
 عبد الله المريد  هو ( الشيخ عبد الله بن أحمد المريد )،   في قرية  من قرى  عمان  (مصنعه  )   ثم هاجر إلى دبي عام (1880ميلادي لسماعه بقدوم السيد محمد عمر الأفغاني ، واستقر بها حين التقى في إمارة دبي بالشيخ الصوفي محمد عمر الأفغاني الذي أقام في الإمارة فترة حكم الشيخ حشر بن مكتوم آل مكتوم ونظم حلقات للذكر والموالد الدينية وتتلمذ على يديه العديد من أبناء الإمارات الذين كانوا يحضرون حلقاته وقد عمر الشيخ عبد الله المريد طويلا وكانت وفاته في أواخر ستينات القرن الماضي.

## الشيخ عبد الرحيم المريد
خلفه في السير في درب المفاخر ولده الشيخ الجليل:
الشيخ عبد الرحيم المريد الذي ولد في دبي عام 1902 ميلادي وتعلم فن الإنشاد الديني عن والده وخلفه في إقامة الاحتفال بالمولد النبوي من خلال حلقات الذكر التي كان يقيمها في منزله ويؤمها جمع غفير من أهالي الإمارات وسلطنة عمان وأبناء الجاليات العربية وتوفي في عام 2007.

## وصلات خارجية
- الشيخ عبد الرحيم المريد
- فيلم المريد
- نجوم الغانم